# George Howard (oficial do Exército Britânico)
George Howard KB, PC (17 de junho de 1718 – 16 de julho de 1796) foi um oficial militar e político britânico. Após comandar o 3º Regimento de Infantaria na Batalha de Fontenoy, em maio de 1745, durante a Guerra de Sucessão Austríaca, e novamente nas batalhas de Falkirk Muir e Culloden, durante a Rebelião Jacobita, ele retornou ao continente e lutou na Batalha de Lauffeld. Posteriormente, comandou uma brigada na Batalha de Warburg, durante a Guerra dos Sete Anos. Mais tarde, tornou-se Governador de Minorca.

## Carreira militar
Filho do tenente-general Thomas Howard e de sua esposa Mary Howard (nascida Moreton, filha de William Moreton, Bispo de Meath), Howard foi educado na Westminster School e no Christ Church, Oxford. Ingressou no exército como tenente no regimento de seu pai (posteriormente 24º Regimento de Infantaria) em 1736. Foi promovido a capitão em 1737 e transferido para o 3º Regimento de Infantaria em 1739. Promovido a tenente-coronel em 2 de abril de 1744, comandou esse regimento na Batalha de Fontenoy em maio de 1745.
Howard voltou a comandar o regimento nas batalhas de Falkirk Muir (janeiro de 1746) e Culloden (abril de 1746), sob o comando do Duque de Cumberland, sendo acusado de tratar os derrotados highlanders com severidade excessiva. Voltou ao continente para lutar na Batalha de Lauffeld em julho de 1747. Sucedeu seu pai como coronel do 3º Regimento em agosto de 1749. Participou do Ataque a Rochefort em setembro de 1757 e, promovido a major-general em 24 de janeiro de 1758, comandou uma brigada na Batalha de Warburg, em julho de 1760. Foi promovido a tenente-general em 14 de março de 1761.
Tornou-se Membro do Parlamento por Lostwithiel em 1761 e foi nomeado Cavaleiro Companheiro da Ordem do Banho no início de 1763. Assumiu o posto de coronel do 7º Regimento de Dragões da Rainha em agosto de 1763. Comprou a propriedade de Stoke Place, em Buckinghamshire, em 1764.
Abandonou o Parlamento para assumir o cargo de Governador de Minorca em 1766. Após sua aposentadoria como governador, tornou-se Governador do Royal Hospital Chelsea em fevereiro de 1768 e foi eleito parlamentar por Stamford nesse mesmo ano.
Foi promovido a general em 6 de setembro de 1777 e tornou-se coronel do 1º Regimento de Dragões do Rei em abril de 1779. Em 18 de outubro de 1793, foi promovido a marechal de campo e nomeado Governador de Jersey em julho de 1795. Morreu em sua residência em Grosvenor Square, Londres, em 16 de julho de 1796, sendo sepultado em Great Bookham, Surrey.

## Família

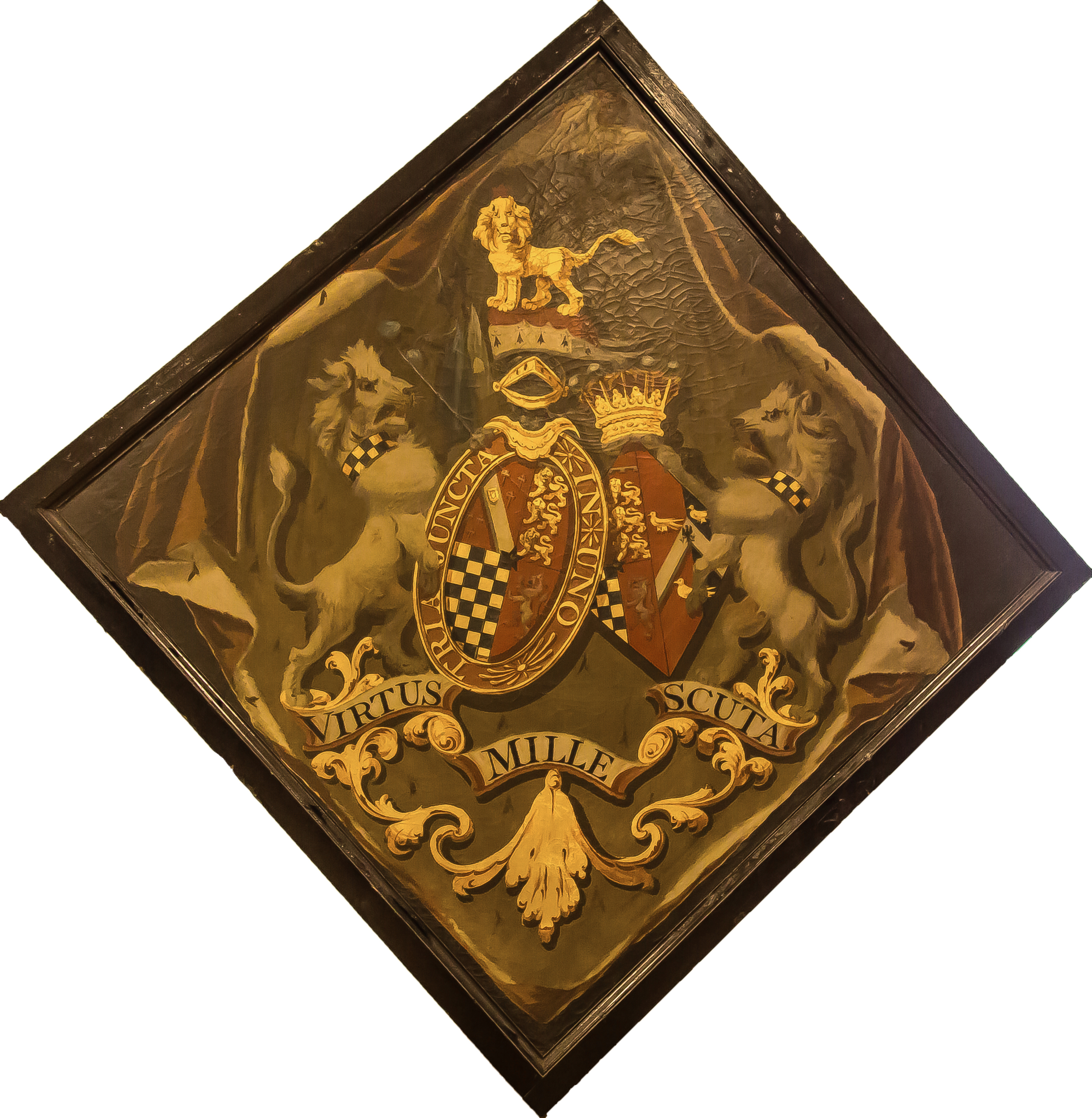
Brasão fúnebre na Igreja de St. Giles, Stoke Poges

Em 16 de fevereiro de 1747–48, casou-se com Lady Lucy Wentworth (irmã de William Wentworth, 2.º Conde de Strafford), na capela da King Street em St. James, Westminster, com licença do Bispo de Londres: tiveram uma filha chamada Anne. Após a morte da primeira esposa, Howard casou-se com Elizabeth Beckford, viúva de Thomas Howard, 2.º Conde de Effingham. Não houve filhos desse segundo casamento.

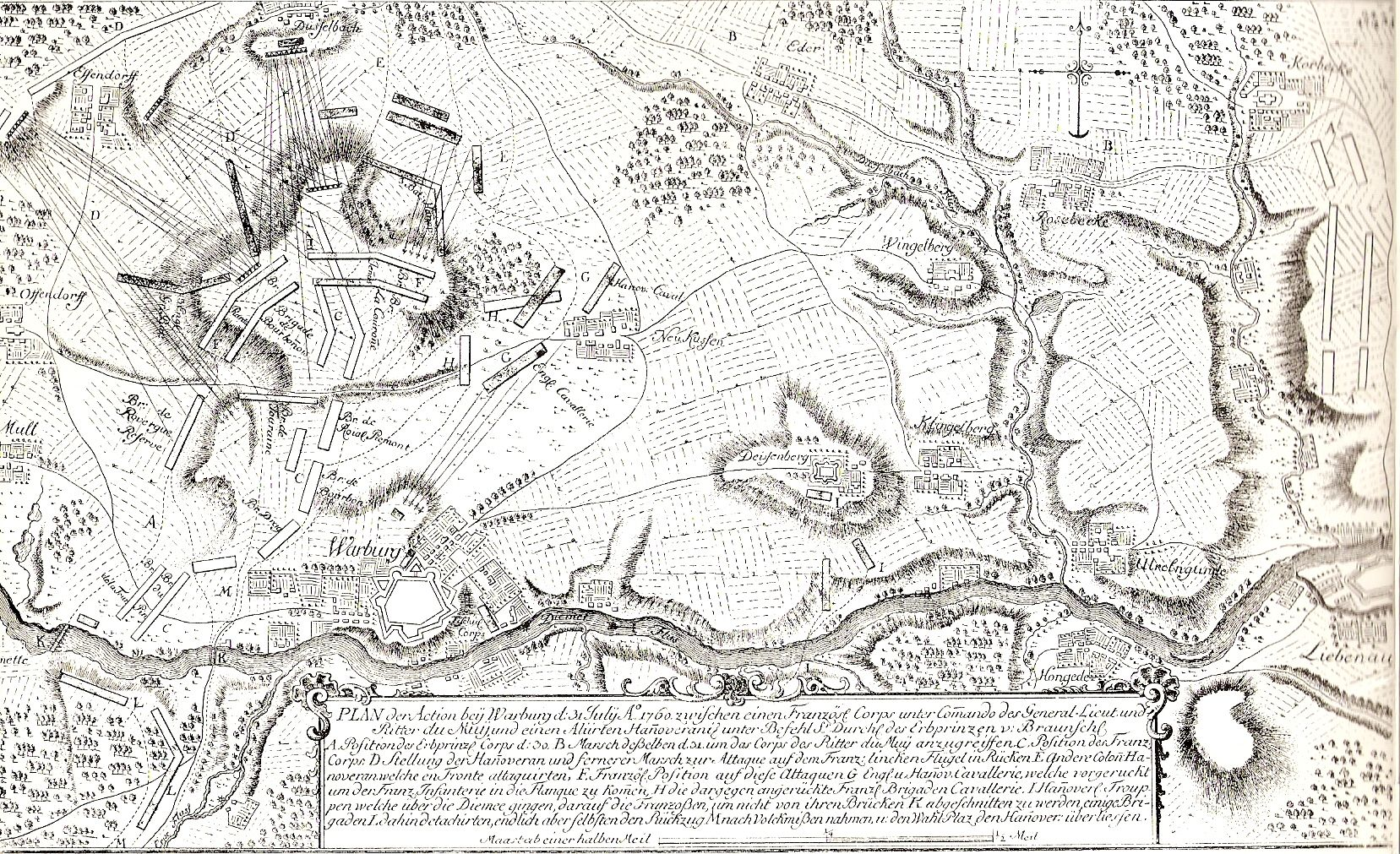
Plano da Batalha de Warburg, onde Howard liderou sua brigada à vitória